# Zagrody (Płazówka)
Zagrody  (d. Zagroda) – część wsi Płazówka w Polsce położona w województwie podkarpackim, w powiecie kolbuszowskim, w gminie Dzikowiec.
W latach 1975–1998 miejscowość administracyjnie należała do województwa rzeszowskiego.
W okolicy wsi znajduje się dolina zwana Polana Płazówka.